# Lucie Visser
Lucie (Lucienne Stella) Visser (Den Haag, 18 februari 1958) is een Nederlands fotomodel en actrice, die in 1976 werd uitverkoren tot Miss Holland. 
De carrière van Lucie Visser begon toen ze op 15-jarige leeftijd deelnam aan een op Capri gehouden verkiezing van het mooiste Europese fotomodel. Visser eindigde als derde en kwam vervolgens in contact met de bekende Britse fotograaf David Hamilton, die haar naar Saint-Tropez haalde om daar voor hem te poseren. De grote doorbraak voor Visser kwam toen ze op 14 mei 1976 in Zandvoort de titel 'Miss Holland 1976' won. Bij de verkiezing van 'Miss Europe 1976', die op 5 juni 1976 werd gehouden op het Griekse eiland Rhodos, werd ze derde.
Dankzij haar faam als fotomodel kreeg Visser een aantal (bij)rollen aangeboden in films en televisie-series, waaronder Doctor Vlimmen (1978) en Dossier Verhulst (1986). In juni 1987 en december 1989 poseerde ze bloot voor de Nederlandse editie van Playboy.